# Norwegischer Skiverband
Der Norwegische Skiverband (norwegisch: Norges Skiforbund) ist der nationale Skiverband von Norwegen. Der Verband hat seinen Hauptsitz in Oslo, Norwegen. Er ist der nationale Vertreter des internationalen Skiverbandes Fédération Internationale de Ski.

## Funktion
Der am 21. Februar 1908 gegründete Verband deckt die Skidisziplinen Ski Alpin, Skilanglauf, Freestyle-Skiing, Nordische Kombination, Skispringen und Snowboarden ab. Die Organisation engagiert sich auch in Norwegen für die Förderung des Skifahrens und arbeitet mit entsprechenden Verbänden zusammen.

## Geschichte

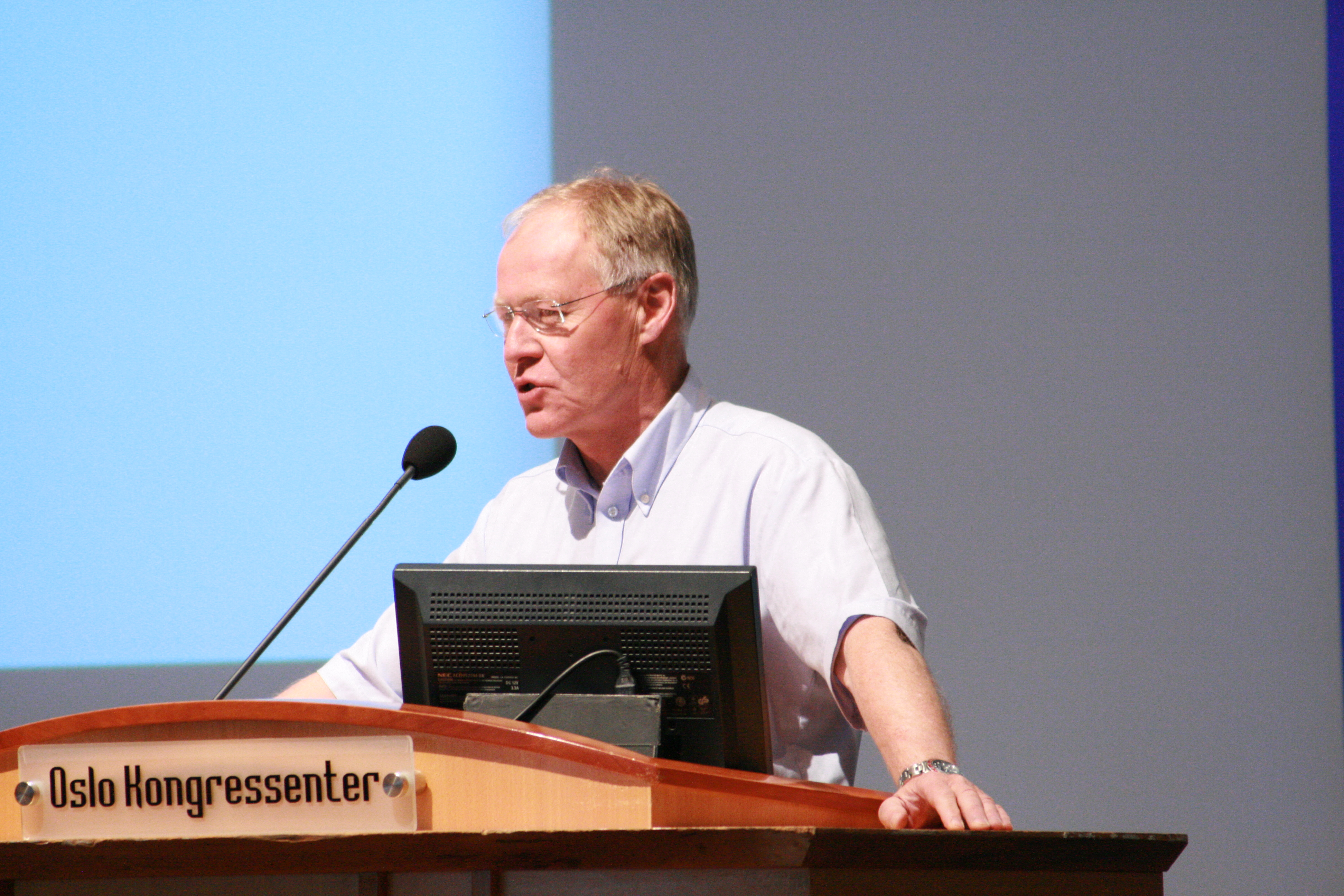
Sverre Seeberg 2011, Präsident des Verbands von 2002 bis 2012

Der Norges Skiforbund wurde am 21. Februar 1908 in Oslo, Norwegen gegründet. Erster Präsident des Verbands war der Norweger Karl Roll. Für interne Angelegenheiten und wichtige Themen hat der Verband ein Organisationskomitee. Dieses wird regelmäßig demokratisch gewählt.

### Präsidenten
| Zeitraum  | Präsident              |
| --------- | ---------------------- |
| 1908–1911 | Karl Roll              |
| 1911–1914 | Johannes Dall          |
| 1914–1918 | Hans Horn              |
| 1918–1922 | Rolf Prydz             |
| 1922–1927 | Einar Lindboe          |
| 1927–1930 | Nicolai Ramm Østgård   |
| 1930–1932 | Olaf Helset            |
| 1932–1934 | Gunnar Jahr            |
| 1934–1936 | Ingvald Smith-Kielland |

| Zeitraum  | Präsident         |
| --------- | ----------------- |
| 1936–1938 | Arnt Nygaard      |
| 1938–1948 | Harald Rømcke     |
| 1948–1950 | Thorbjørn Nordahl |
| 1950–1953 | Arne Sirnæs       |
| 1953–1956 | Arvid Fossum      |
| 1956–1960 | Thorbjørn Nordahl |
| 1960–1964 | Roar Antonsen     |
| 1964–1970 | Dag Berggrav      |
| 1970–1974 | Andreas Nærstad   |

| Zeitraum  | Präsident         |
| --------- | ----------------- |
| 1975–1978 | Arne Nyland       |
| 1978–1980 | Christian Mohn    |
| 1980–1982 | Kjell Johnsrud    |
| 1982–1985 | Odd Seim-Haugen   |
| 1985–1987 | Per Ottesen       |
| 1987–1995 | Johan Baumann     |
| 1995–2002 | Jan Jensen        |
| 2002–2012 | Sverre K. Seeberg |
| 2012–     | Erik Røste        |